# Инокентий Софийски
Инокентий Софийски е български духовник, архимандрит на Българската православна църква.

## Биография
Роден е 1 юни 1882 година във Варна със светското име Илия Петров Софийски.
Учи в Самоковското духовно училище. От 1902 до 1904 учи в Симферополската духовна семинария. В 1905 година се записва в Казанската духовна академия, която завършва през 1909 година без право да преподава в руски духовно-учебни заведения като чужд поданик. След това е протосингел на Старозагорската митрополия.
От август 1910 година е ректор на новооткритото свещеническо училище в Бачковския манастир. На 26 ноември 1910 година е ръкоположен за йеромонах от Старозагорския Митрополит Методий.
От септември 1911 година става възпитател и учител в Цариградската духовна семинария. На 27 ноември 1913 година архимандрит Инокентий Софийски е принуден да напусне Цариград.
След закриването на семинарията от 1913 до 1914 година е управляващ Мелнишката епархия.
На 6 декември 1914 година е произведен в архимандритско достойнство в София от митрополит Борис Охридски. В 1914 – 1921 година е протосингел на Маронийската епархия, след което за втори път е протосингел на Старозагорската митрополия до 1922 година.
От април 1923 година е назначен за епархийски проповедник и ревизор на Варненската митрополия до назначаването му за протосингел. От 1924 до 1926 година е протосингел на Варненската митрополия.
Събира археологически, етнографски и библиографски ценности, стари документи, има голяма сбирка от ценни възрожденски икони. Предава безвъзмездно всичко, което притежава на музеи и библиотеки. Автор е на стотици статии в местния и централния печат, в „Известия на Варненското археологическо дружество“, „Военноисторически сборник“ и др. За неговите граждански заслуги и приноса му към музейното дело, той е удостоен с високото отличие орден – „Кирил и Методий“.
През октомври 2013 година във Варна е открита паметна плоча на архимандрит Инокентий Софийски, разположена на фасадната стена на родната му къща на улица „Райко Жинзифов“ №6.